# Johan Danelius
Erik Johan Danelius, född 18 mars 1968, är en svensk jurist. Han är sedan 2020 justitieråd i Högsta domstolen.
Johan Danelius avlade juristexamen vid Stockholms universitet 1993. Han arbetade en tid på advokatbyrå 1993–1994. Han tjänstgjorde sedan som tingsnotarie vid Södra Roslags tingsrätt 1994–1996 samt blev assessor i Svea hovrätt 2000. Han arbetade i Justitiedepartementet som rättssakkunnig 2000–2003, kansliråd 2003–2006 och ämnesråd 2006–2009. Han var advokat och delägare på Hamilton advokatbyrå 2009–2012 och återgick därefter till Justitiedepartementet som departementsråd 2012–2015, t.f. rättschef 2015–2016 och expeditionschef 2016–2020. Sedan 2020 är han justitieråd i Högsta domstolen.
Johan Danelius är son till justitierådet Hans Danelius.
Han är vice ordförande i Mediernas Etiknämnd. Han är även ledamot i Aktiemarknadsnämnden, ledamot i Stockholmsbörsens disciplinnämnd samt ledamot i svenska lokalstyrelsen för de nordiska juristmötena.